# Sulfit

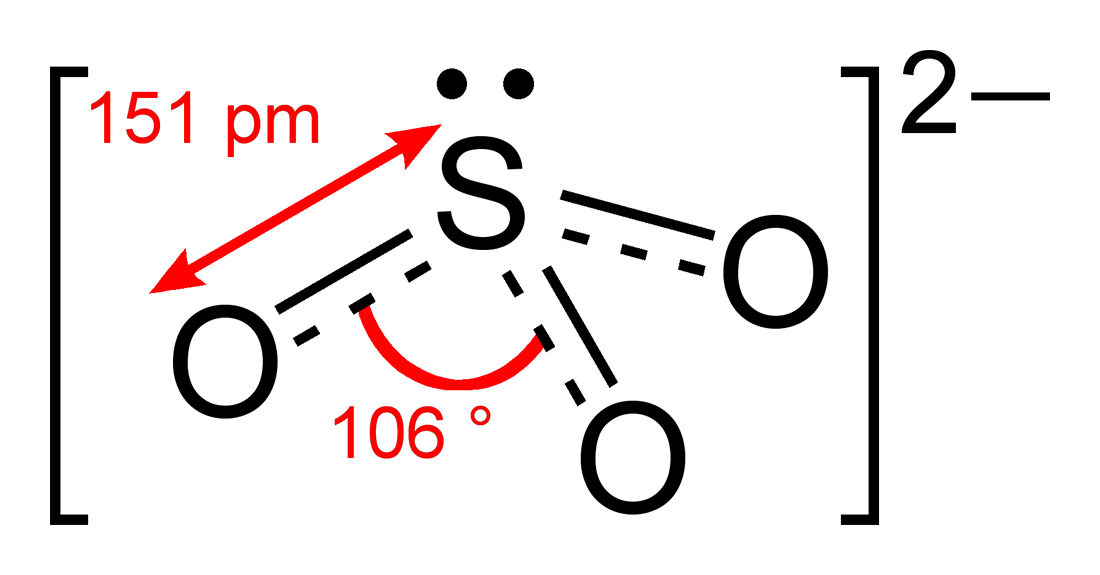
Sulfitjonen uppvisar en trigonal pyramidal geometri.

Sulfit är salter av svavelsyrlighet. Sulfitjonen har formeln SO{\displaystyle _{3}^{2-}}. Ett stort användningsområde är framställningen av  kemiska massor från ved Vid sulfitprocessen används beroende på processen  ved från gran, ved från lövträd eller blandat gran och tall. Sulfitprocessen har delvis ersatts av sulfatprocessen, men används för specialpappersmassor och dissolvingmassor.
Sulfit utvecklas naturligt när vin jäser. Sulfiten förhindrar att vinet surnar vid kontakt med luften. Sulfit kan även finnas i torkade frukter och känsliga astmatiker kan få besvär.